# Ludwig Mond

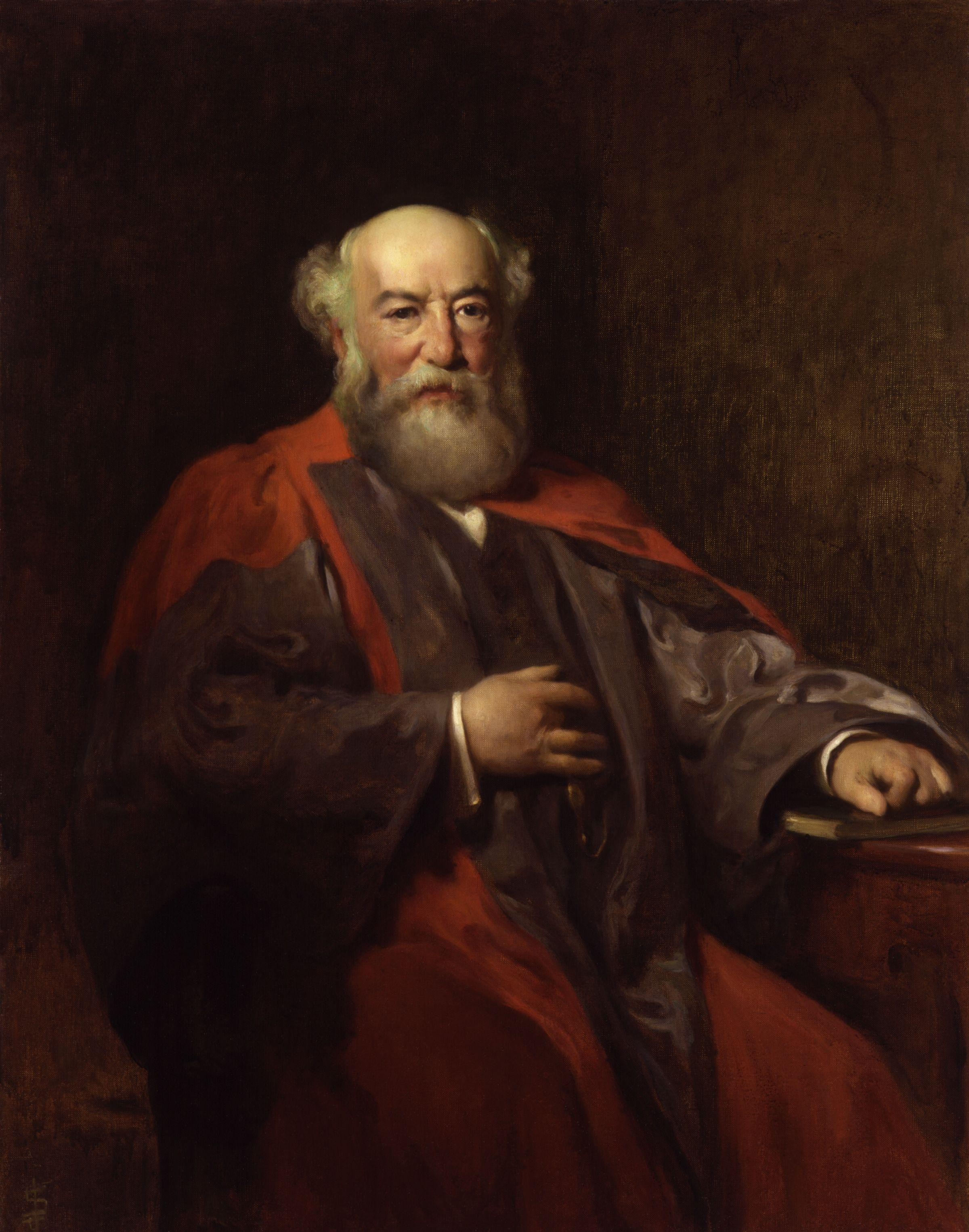
Ludwig Mond

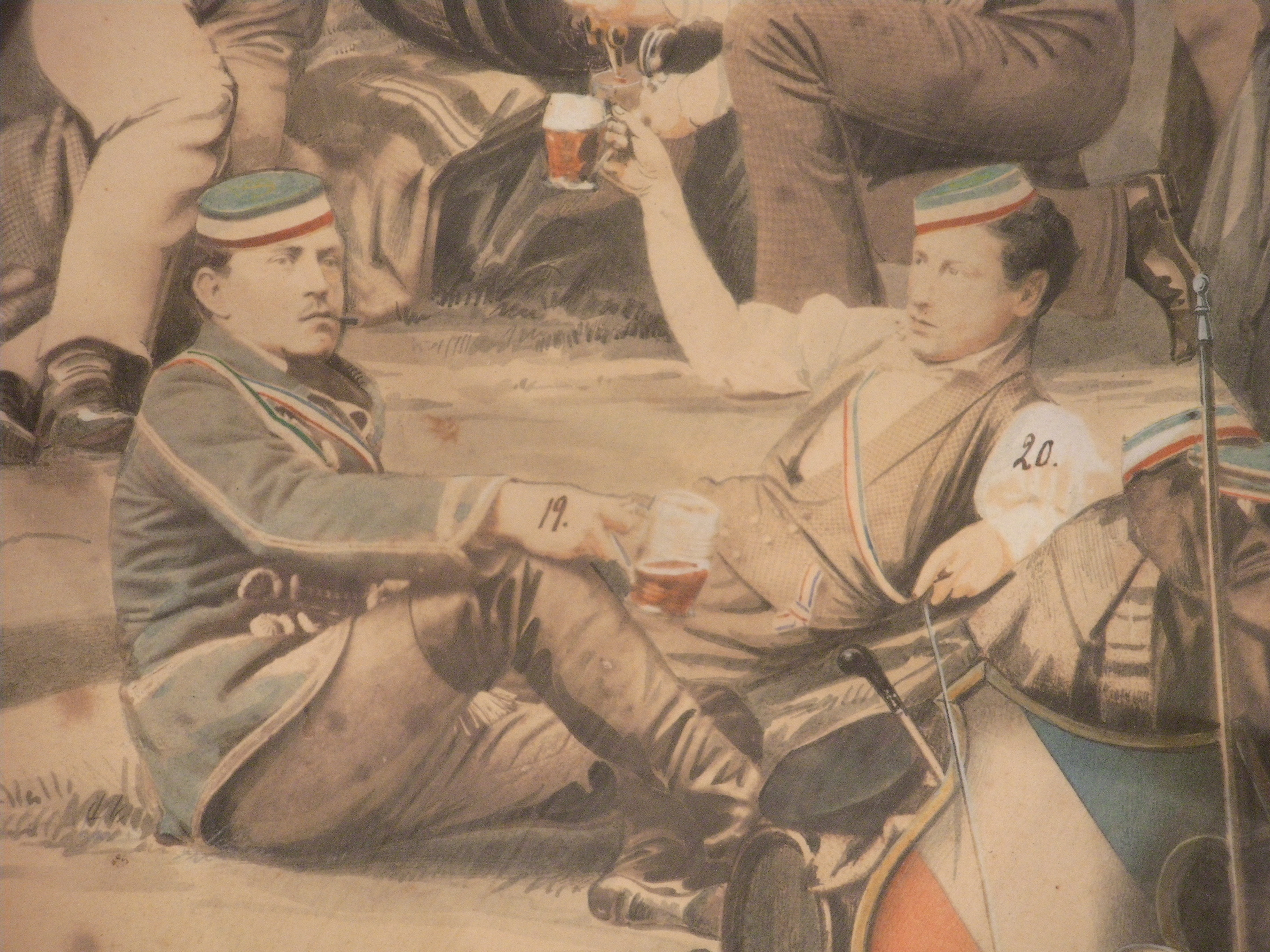
Ludwig Mond (po prawej) około 1856 roku jako członek bractwa studenckiego

Ludwig Mond (ur. 7 marca 1839  w Kassel  zm. 11 grudnia 1909 w Londynie) – brytyjski przemysłowiec i chemik, pochodzenia niemieckiego (pochodził z rodziny niemieckich Żydów). W 1883 roku opracował metodę zgazowania węgla powietrzem. Mond uzyskał karbonylek niklu, który następnie wykorzystał do otrzymywania niklu na skalę przemysłową. Od 1891 roku był członkiem Royal Society w Londynie. Doktor honoris causa Uniwersytetu Padewskiego.
Ludwig Mond miał dwóch synów: Alfreda Monda oraz Roberta Monda.